# Pierre-Auguste Renoir
Pierre-Auguste Renoir (Limoges, 25. veljače 1841. – Cagnes, 3. prosinca 1919.), francuski slikar i jedan od najistaknutijih predstavnika impresionizma; otac slavnog filmskog redatelja, Jeana Renoira. 

## Životopis
Rodio se 1841. godine u Limogesu u siromašnoj obitelji krojača koji nije imao sredstava da izdržava obitelj te je Renoir već kao trinaestogodišnji dječak morao tražiti posao. Radio je u jednoj pariškoj tvornici porculana kao slikar porculana. Kad je porculan prestao da se oslikava ručno, počeo je raditi kao slikar zidnih dekoracija i lepeza. God. 1862., konačno upisuje Likovnu akademiju (Écolle de Beaux Arts) u Parizu. Obilazio je Louvre gdje je upoznao djela mnogih slavnih slikara, osobito kopirajući stil Rubensa. Upoznao je slikare koji su imali slične ideje o slikarstvu, kao što su: Alfred Sisley, Frédéric Bazille i Claude Monet. S njima je odlazio da slika u prirodi (francuski: plainaire). Prvi put je izlagao 1864. godine, ali nije doživio uspjeh.
Između 1865. i 1870. godine Renoir je oskudjevao, pa čak i za boje. Scenografska priroda ga je inspirala za sliku Diana koju je naslikao u realističnom stilu G. Courbeta. Zimi 1867. god., stanovao je kod prijatelja Bazillea u njegovom ateljeu gdje je slikao portrete slikara i svojih prijatelja.
God. 1868., surađivao je s Monetom i u kavani koju su zajednički posjećivali trudio se uhvatiti kavanski život i atmosferu pariškog noćnog života po kojima je također poznat.
Poslije vojske, 1871. godine vraća se iz francusko-pruskog rata u Pariz gdje je zahvaljujući poznanstvu s Durand Ruelom, trgovcem i kolekcionarom slika koji je odkupio veliki broj Renoirovih slika, mogao sebi dozvoliti veliki atelje. Na salonu 1873. godine doživio je prvi uspjeh, koji nije ponovio na prvoj zajedničkoj impresionističkoj izložbi. U to vrijeme je započeo razrađivati svoj osobiti stil zbog kojeg je mnogo osuđivan, ali u kojemu je ostvario veliki broj svojih djela. Oženio se 1879. godine i tada slika prizore iz života među kojima i portret svog djeteta s dadiljom. Slikao je portrete od čega je mnogo zarađivao, no u to vrijeme nije stvorio ništa novoga.
God. 1881. otputovao je u Alžir gdje je tražio nove inspiracije za svoje slike. Ugledao se na Ingresa i naslikao je sliku Veliko kupanje žena. Tijekom sljedećih 10 godina razvijao je svoj osobni slikarski stil, premda je imao probleme s reumom koja mu je dijelom onemogućavala kretanje desne ruke, te je slikao kistom koji je bio vezan za šaku. S napretkom bolesti bio je prinuđen koristiti kolica i više nije mogao slikati na klasičnim platnima. U kasnoj fazi se počeo zanimati za kiparstvo, no zbog svoje bolesti nije mogao da realizira brojne ideje. Jedino je svojeručno izradio bistu najmlađeg sina 1908. godine. Pred kraj života, 1919. godine, posjetio je Louvre kako bi vidio svoja djela među slikama starih majstora slikarstva kojima se divio. Kao slavan i poznat umjetnik, preminuo je 3. prosinca 1919. godine u francuskom selu Cagnes-sur-Mer na azurnoj obali.
God. 1990., njegova slika „Bal du moulin de la Galette“ iz 1876. god. prodana je za 78,1 milijuna $.

## Djela
Renoir je isprva slikao pod utjecajem realizma, ali 70-ih godina razvio je vlastiti izraz, karakterističan po svjetloružičastim oker i modrim tonovima, te se priključuje impresionistima. Slikao je život Pariza na ulicama i teatru i pučkim zabavištima. Česti su motivi kupačica, ženskih i dječjih glava. U čulnom i nagonskom zanosu za ljepote viđenog svijeta slikao je sve do duboke starosti. Kada mu je reuma ukočila prste slikao je kistom vezanim za šaku. Ostavio je vrlo veliki broj radova. Bavio se i litografijom i bakropisom, a posljednjih godina života i kiparstvom.
- Ljuljačka, 1876., ulje na platnu, 92 × 73 cm, d'Orsay, Pariz.
- Ples na selu, 1882., ulje na platnu, d'Orsay, Pariz.
- Veliko kupanje žena, 1887., ulje na platnu, 115 × 170 cm, Philadelphia.
- Akt djevojke, 1888., ulje na platnu, 65 × 54 cm, privatno vlasništvo.

## Vanjske poveznice
- Renoir na slideboom.com[neaktivna poveznica] - video
- Pierre-Auguste Renoir - slike, mediji i interaktivna vremenska tablica
- Analiza nedavne izložbe